# Stanisław Lutostański

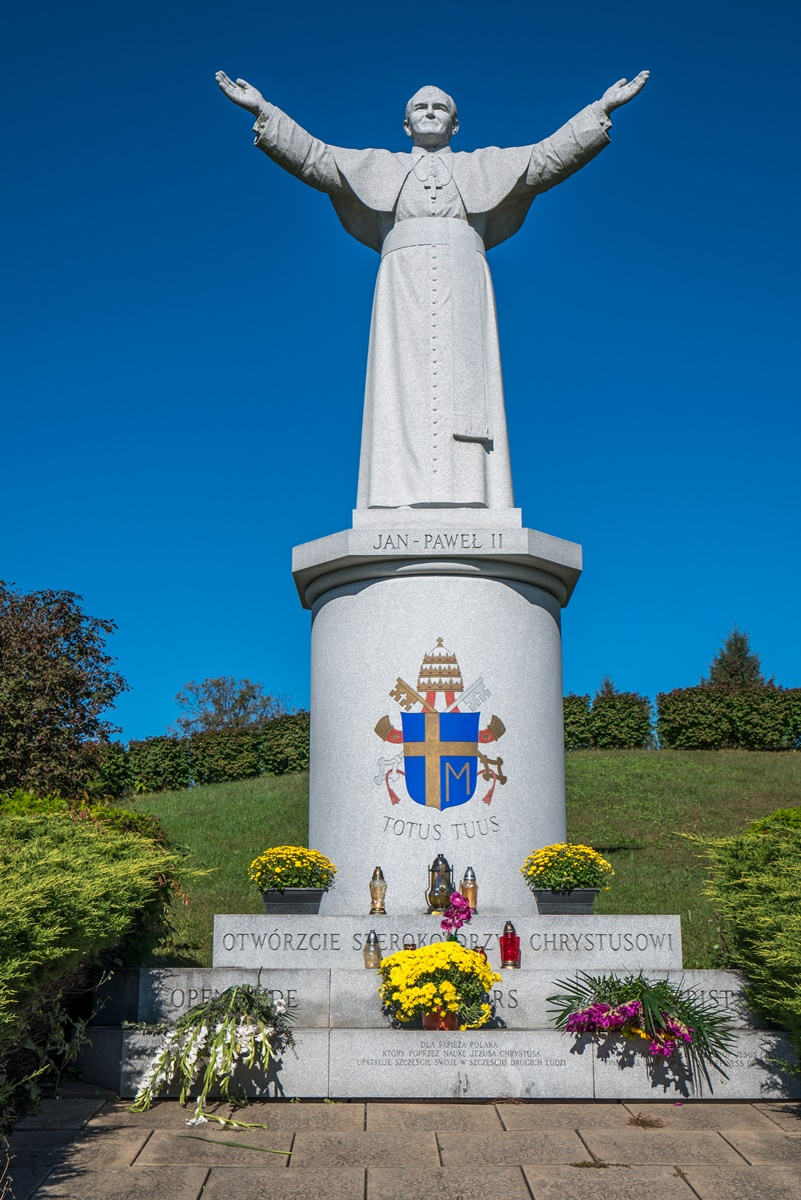
pomnik Jana Pawła II w Doylestown

Stanisław Lutostański (ur. 27 kwietnia 1950 we wsi Gać) – polski rzeźbiarz, twórca monumentalnych dzieł z granitu

## Życiorys
Studiował w Akademii Sztuk Pięknych w Warszawie na wydziale rzeźby pod kierunkiem profesora Bohdana Chmielewskiego; studia ukończył w roku 1975. Po studiach pracował we wsi Puchały, wystawiał prace z grupą realistów Zachęta.  Wyrzeźbił wtedy pomnik Tadeusza Kościuszki (Muzeum Kazimierza Pułaskiego w Warce), pomnik Matka (Muzeum Rolnictwa w Ciechanowcu), pomnik Adama Mickiewicza w Kolnie. W 1981 roku zaczął pracować w Stanach Zjednoczonych dla firmy granitowej a po dwóch latach przeniósł się do miasta Barre w stanie Vermont i zaczął pracowac dla firmy Rock of Ages Corporation. W 1995 roku wyrzeźbił w granicie wiktoriańskiego anioła z uniesionymi do góry skrzydłami, rzeźba znajduje się w Chillicothe. Inne prace z tego okresu to pomnik Krzysztofa Kolumba w Waterbury (1983), pomnik Jerzego Popiełuszki w Nowym Jorku (1990), pomnik Perry’ego Como w Cannonsburg (1999), pomnik Edmunda Muskiego w Rumford (2000), pomnik Jana Pawla II w Amerykańskiej Częstochowie, pomnik Jerzego Popiełuszki w mieście New Britain i pomnik Emigrantów Holenderskich w Montrealu.  Prowadzi plenery rzeźbiarskie dla studentów i artystów w Polsce. Był ożeniony z Małgorzatą Mazur, ma dwie córki Monikę (ur. 1989) oraz Gabrielę (ur. 1992). Posiadał las klonowy, z którego produkował własny syrop.

## Linki
- Strona Rock of Ages Corporation